# Lowell, Arkansas
Lowell là một thành phố thuộc quận Benton, tiểu bang Arkansas, Hoa Kỳ. Năm 2010, dân số của thành phố này là 7327 người.

## Dân số
- Dân số năm 2000: 5013 người.
- Dân số năm 2010: 7327 người.